# UN-Sonderkoordinatorin für den Libanon
Das Büro der UN-Sonderkoordinatorin für den Libanon (engl.: United Nations Special Coordinator for Lebanon, Abk.: UNSCOL) koordiniert die Arbeit der Vereinten Nationen im Libanon. Die Sonderkoordinatorin ist die Vertreterin des UN-Generalsekretärs bei der libanesischen Regierung, allen politischen Akteuren und den diplomatischen Vertretungen im Land. Das Büro liegt in Yarze in der Nähe von Beirut.

## Geschichte
1978 wurde die UN-Interimstruppe im Libanon (UNIFIL) als Beobachtermission der Vereinten Nationen im Libanon gegründet.
Nach dem Libanonkrieg von 2006 zwischen Israel und der Hisbollah wurde das Mandat ausgeweitet und der Süden des Libanon gemäß der UN-Resolution 1701 der UNIFIL und der libanesischen Armee unterstellt.
Die innenpolitische Situation im Libanon war weiter instabil, politische Morde waren an der Tagesordnung, das in der Verfassung von 1999 festgelegte Regierungssystem, das eine Machtverteilung unter die verschiedenen konfessionellen Gruppen festgeschrieben hatte, blieb dysfunktional.
In einem Brief vom 8. Februar 2007 an den libanesischen Ministerpräsidenten gab der UN-Generalsekretär die Ernennung des Spezialkoordinators für Libanon bekannt.

## Amtsträger
- Geir Otto Pedersen  Norwegen 2007 bis 2008[1]
- Michael Williams  Vereinigtes Königreich 2008 bis 2012
- Derek Plumbly  Vereinigtes Königreich 2012 bis 2015
- Sigrid Kaag  Niederlande 2015 bis 2017
- Pernille Dahler Kardel  Dänemark 2017 bis 2019
- Ján Kubiš  Slowakei 2019 bis 2021
- Joanna Wronecka  Polen 2021 bis 2024[2]
- Jeanine Hennis-Plasschaert  Niederlande seit 2024[3]

### Stellvertreter
- Najat Rochdi  Marokko seit 2020